# Simplesso

Il tetraedro, un simplesso 3-dimensionale.

In matematica, il simplesso {\displaystyle n}-dimensionale è il politopo {\displaystyle n}-dimensionale col minor numero di vertici. Il simplesso di dimensione zero è un singolo punto, il simplesso di dimensione uno è un segmento, il simplesso bidimensionale un triangolo e quello tridimensionale un tetraedro. Il simplesso {\displaystyle n}-dimensionale ha {\displaystyle n+1} vertici. Come tutti i politopi, il simplesso ha facce di ogni dimensione: queste sono tutte a loro volta simplessi. Per la sua semplicità, il simplesso è generalmente ritenuto il "blocco base" con cui costruire spazi {\displaystyle n}-dimensionali più complicati tramite un processo detto triangolazione.

## Origine del nome
Il concetto di simplesso era noto a William Kingdon Clifford, che scrisse di queste forme nel 1886 però chiamandole "prime confines". 
Henri Poincaré, scrivendo nel 1900 di topologia algebrica, le chiamò "tetraedri generalizzati".
Nel 1902 Pieter Hendrik Schoute descrisse il concetto prima col superlativo latino simplicissimum ("il più semplice") e poi con lo stesso aggettivo latino nella forma normale simplex ("semplice").

## Proprietà
L'ipervolume di un simplesso {\displaystyle n}-dimensionale di lato {\displaystyle l} è:
{\displaystyle l^{n}\cdot {\frac {\sqrt {n+1}}{n!{\sqrt {2^{n}}}}}}
L'angolo diedrale di un simplesso {\displaystyle n}-dimensionale è {\textstyle \arccos {\left({\frac {1}{n}}\right)}}, e l'angolo che il centro del simplesso forma con due suoi vertici è (in quanto supplementare del precedente) {\textstyle \arccos {\left(-{\frac {1}{n}}\right)}}.

## Definizione
Una definizione matematica rigorosa di simplesso si basa sulle nozioni di inviluppo convesso e di punti in posizione generale.
In uno spazio vettoriale, {\displaystyle n+1} punti {\displaystyle x_{1},\ldots ,x_{n+1}} sono in posizione generale se i vettori 
{\displaystyle x_{2}-x_{1},x_{3}-x_{1},\ldots ,x_{n+1}-x_{1}}
sono linearmente indipendenti. Analogamente, sono in posizione generale se il più piccolo sottospazio affine che li contiene ha dimensione {\displaystyle n}.
Un simplesso n-dimensionale è l'inviluppo convesso di {\displaystyle n+1} punti {\displaystyle x_{1},\ldots ,x_{n+1}} in posizione generale in uno spazio euclideo {\displaystyle \mathbb {R} ^{m}}. Gli {\displaystyle n+1} punti sono i vertici del simplesso, che è spesso indicato con
{\displaystyle [x_{1},\ldots ,x_{n+1}].}
Lo spazio euclideo ha necessariamente dimensione {\displaystyle m\geq n}.

## Esempi
- Un simplesso {\displaystyle 1}-dimensionale è l'inviluppo di due punti, ossia un segmento.
- Un simplesso {\displaystyle 2}-dimensionale è l'inviluppo di tre punti non allineati, ossia un triangolo.
- Un simplesso {\displaystyle 3}-dimensionale è l'inviluppo di quattro punti non complanari, ossia un tetraedro.
- Un simplesso {\displaystyle 4}-dimensionale ha 5 vertici ed è chiamato ipertetraedro.

## Facce di un simplesso
Se {\displaystyle x_{1},\ldots ,x_{n+1}} sono in posizione generale, anche {\displaystyle k+1} di questi punti, presi in modo arbitrario (con {\displaystyle k<n}) sono in posizione generale; il simplesso {\displaystyle k}-dimensionale da essi generato è chiamato faccia {\displaystyle k}-dimensionale dell'originario simplesso {\displaystyle n}-dimensionale. In particolare, i vertici sono le {\displaystyle 0}-facce del simplesso.
Ad esempio, tra i 4 vertici di un tetraedro si possono individuare 4 diversi sottoinsiemi composti da 3 vertici ciascuno, corrispondenti a 4 facce triangolari.
In generale, il numero di {\displaystyle k}-facce in un simplesso {\displaystyle n}-dimensionale è uguale al coefficiente binomiale {\displaystyle {\begin{pmatrix}n+1\\k+1\\\end{pmatrix}}}, cioè al numero di sottoinsiemi di {\displaystyle k+1} elementi di un insieme di {\displaystyle n+1} elementi.

## Il simplesso standard

Il simplesso standard bidimensionale.

Il simplesso standard {\displaystyle \Delta ^{n}} di dimensione {\displaystyle n} è l'inviluppo convesso 
{\displaystyle [e_{1},\ldots ,e_{n+1}]}
della base canonica {\displaystyle e_{1},\ldots ,e_{n+1}} di {\displaystyle \mathbb {R} ^{n+1}}. In altre parole,
{\displaystyle \Delta ^{n}=\{(x_{1},\ldots ,x_{n+1})\in \mathbb {R} ^{n+1}:\sum _{i=1}^{n+1}x_{i}=1,\ x_{i}\geq 0\,\forall i\}.}
Le {\displaystyle x_{i}} sono chiamate coordinate baricentriche di un punto nel simplesso.